# Arándiga
Arándiga település Spanyolországban,  Zaragoza tartományban. Arándiga Ricla, Chodes, Morata de Jalón, Morés, Sestrica, Brea de Aragón és Nigüella községekkel határos. Lakosainak száma 264 fő (2024).

## Népesség
A település lakosságának változását az alábbi diagram mutatja:
| Lakosok száma | 481  | 472  | 428  | 407  | 385  | 369  | 308  | 302  | 287  | 264  |
|               | 2001 | 2004 | 2007 | 2009 | 2012 | 2014 | 2017 | 2019 | 2022 | 2024 |